# El Mikado (pel·lícula de 1939)
El Mikado (títol original: The Mikado) és una pel·lícula de comèdia musical britànica de 1939 basada en l'òpera còmica de 1885 de Gilbert i Sullivan The Mikado . Rodada en Technicolor. La pel·lícula és protagonitzada per Martyn Green com Ko-Ko, Sydney Granville com Pooh-Bah, el cantant estatunidenc Kenny Baker com Nanki-Poo i Jean Colin com Yum-Yum. Molts dels altres protagonistes i coristes eren o havien estat membres de la D'Oyly Carte Opera Company. Està doblada al català.

## Argument
El fill del Mikado del Japó, un joglar errant, s'enamora d'una noia que està compromesa amb el seu tutor.

## Repartiment
- Kenny Baker com Nanki-Poo
- Martyn Green com Ko-Ko
- Sydney Granville com Pooh-Bah
- John Barclay com the Mikado
- Gregory Stroud com Pish-Tush
- Jean Colin com Yum-Yum
- Elizabeth Nickell-Lean com Pitti-Sing

## Producció
La música va ser dirigida per Geoffrey Toye, un antic director musical de D'Oyly Carte, que també va ser el productor i se li va atribuir l'adaptació, que va implicar una sèrie de talls, addicions i escenes reordenades. Victor Schertzinger va dirigir i William V. Skall va rebre una nominació a l'Oscar a la millor fotografia. La direcció d'art i els dissenys de vestuari van ser de Marcel Vertès. L'orquestra (i els músics representats a la pel·lícula) estava formada per 40 membres de l'Orquestra Simfònica de Londres.

## Estrena
El Mikado es va estrenar a Londres el 12 de gener de 1939 abans d'estrenar-se als Estats Units l'1 de maig. Una dècada més tard, el 23 de juliol de 1949, la pel·lícula es va tornar a estrenar a la ciutat de Nova York.